# جورج لوك سميث
جورج لوك سميث (بالإنجليزية: George Luke Smith) هو شخصية أعمال وسياسي أمريكي، ولد في 11 ديسمبر 1837 في الولايات المتحدة، وتوفي في 9 يوليو 1884 في نفس البلد. حزبياً، نشط في الحزب الجمهوري. وقد انتخب عضو مجلس نواب لويزيانا وانتخب عضو مجلس النواب الأمريكي.